# Ar-Rusafa (Idlib)
Ar-Rusafa (arab. الرصافة) – miejscowość w Syrii, w muhafazie Idlib. W 2004 roku liczyła 1148 mieszkańców.